# Жидачовская городская община
Жидачовская городская общи́на (укр. Жидачівська міська громада) — территориальная община в Стрыйском районе Львовской области Украины.
Административный центр — город Жидачов.
Население составляет 17 953 человека. Площадь — 182,7 км².

## Населённые пункты
В состав общины входит 1 город (Жидачов) и 17 сёл:
- Бережница
- Ольховцы
- Волица-Гнездычевская
- Демьянка-Лесная
- Демьянка-Надднестрянская
- Журавков
- Заболотовцы
- Загурщина
- Заречье
- Ивановцы
- Межиречье
- Млыниска
- Пчаны
- Рогозно
- Смогов
- Тейсаров
- Турады